# Flex-Able
| Críticas profissionais | Críticas profissionais |
| Avaliações da crítica  | Avaliações da crítica  |
| Fonte                  | Avaliação              |
| ---------------------- | ---------------------- |
| allmusic               | [ 1 ]                  |

Flex-able é o álbum de estreia de Steve Vai como artista solo. Foi lançado em janeiro de 1984 em formato LP com o selo Urantia Records. O álbum foi relançado em CD em 1988 pela Akashic Records, com quatro faixas bônus do EP Flex-Able Leftovers; e novamente remasterizada e reeditada pela Epic Records em 1997, com a mesma lista de faixas que a reedição da Akashic Records. Há também uma reedição européia em CD da Curcio Records (lançada em 1992 na Itália) que apresenta a mesma capa no vinil e apenas as onze primeiras faixas.
Este álbum foi eleito pela revista Guitar World como o 34o melhor álbum dos anos 80.
Em comemoração ao 25o aniversário do álbum, a capa de maio de 2009 da revista Guitar World foi uma fotografia em que Vai esta em uma pose semelhante à da capa do álbum, incluindo a guitarra com o braço quebrado.

## História
O primeiro de Steve Vai como artista solo foi criado em Stucco Blue, um celeiro convertido em um estúdio no jardim da casa de Vai. É muito diferente dos seus muitos outros álbuns, e é bastante influenciado por Frank Zappa. Assim, algumas pessoas sentem que é apenas um álbum para os teimosos fãs de Vai. Flex-able não é tão baseado em torno de guitarra, arranjos e momentos rasgados em tiras como o resto de sua produção da década de noventa em diante, com exceção de 'Leftovers' que é uma coletânea de faixas bônus e remasterizadas de sua temporada na Stucco Blue.
Após gravar o álbum e apresentá-los as gravadoras, nenhuma quis lançá-lo. Steve então fundou, juntamente com Laurel Fishman, sua própria gravadora, intitulada Akashic Records (mais tarde rebatizada para "Light Without Heat Records").. Com este selo próprio, foram publicados, primeiramente, cerca de 1.000 cópias em cassete e vinil, que eles conseguem distribuir pelos distribuidores da Important Record. Rapidamente estas mil cópias são vendidas, em parte graças aos fãs do Zappa
Em 1984, a revista Guitar Player publica a partitura de The Attitude Song, o que ajudou na divulgação, e consequentemente no aumento das vendas do álbum. De acordo com Vai, mais de 400.000 cópias foram vendidas.

## O Álbum
Este álbum é muito influenciado pelo estilo de Frank Zappa.
O tema de cinco notas escrito por John Williams para o filme Contatos Imediatos de Terceiro Grau está incluído em "Little Green Men".
- Outra curiosidade sobre a música “Little Green Men” - Steve usou partes desta música no riff de introdução da canção "Wire and Wood", presente no álbum Disturbing the Peace do Alcatrazz, e também como uma parte de um dos solos da música “Answers”, do álbum Passion and Warfare.[7][8]

## Lista de Faixas

### Lançamento Original de 1984
- Todas as faixas escritas por Steve Vai

### Lado A
1. "Little Green Men" – 5:39
2. "Viv Woman" – 3:09
3. "Lovers Are Crazy" – 5:39
4. "Salamanders in the Sun" – 2:26
5. "The Boy/Girl Song" – 4:02

### Lado B
1. "The Attitude Song" – 3:23
2. "Call It Sleep" – 5:09
3. "Junkie" – 7:23
4. "Bill's Private Parts" – 0:16
5. "Next Stop Earth" – 0:34
6. "There's Something Dead in Here" – 3:46

### Relançamento de 1988
- Todas as faixas escritas por Steve Vai

1. "Little Green Men" – 5:39
2. "Viv Woman" – 3:09
3. "Lovers Are Crazy" – 5:39
4. "Salamanders in the Sun" – 2:26
5. "The Boy-Girl Song" – 4:02
6. "The Attitude Song" – 3:23
7. "Call it Sleep" – 5:09
8. "Junkie" – 7:23
9. "Bill's Private Parts" – 0:16
10. "Next Stop Earth" – 0:34
11. "There's Something Dead in Here" – 3:46
12. "So Happy" (faixa bônus do EP Flex-Able Leftovers) – 2:44
13. "Bledsoe Bluvd" (faixa bônus do EP Flex-Able Leftovers) – 4:22
14. "Burnin' Down the Mountain" (faixa bônus do EP Flex-Able Leftovers) – 4:22
15. "Chronic Insomnia" (faixa bônus do EP Flex-Able Leftovers) – 2:05

## Créditos Musicais
- Steve Vai – guitarra elétrica e acústica, baixo elétrico, sintetizador, percussão, piano, teclados, sitar, vocais, bells, produção, engenharia de som, drum machine, programação de bateria, design, mixagem

Músicos Convidados
- Scott Collard – sintetizador, teclados, Fender Rhodes
- Larry Crane – lyre, xilofone, bells, vibrafone
- Greg Degler – clarinete, flauta, saxofone
- Joe Despagni – efeitos de som
- Laurel Fishman – vocais
- Peggy Foster – baixo elétrico
- Chris Frazier – baterias
- Stuart Hamm – baixo elétrico, efeitos de som, vocais, bakc-vocals
- Bob Harris – trumpete, vocals (creditado como "Irney Rantin")
- Suzannah Harris (creditada como Ursula Rayven) – vocals
- Billy James – percussão, baterias
- Paul Lemcke – teclados
- Pia Maiocco – vocals
- Tommy Mars – violino, teclados, vocals
- Lill Vai – efeitos de som
- Chad Wackerman – baterias
- Pete Zeldman – percussão, baterias